# Голмс (округ, Міссісіпі)
Шаблон:StateAbbr_ 33°07′ пн. ш. 90°05′ зх. д. / 33.12° пн. ш. 90.09° зх. д.
Округ  Голмс (англ. Holmes County) — округ (графство) у штаті Міссісіпі, США. Ідентифікатор округу 28051.

## Історія
Округ утворений 1833 року.

## Демографія
За даними перепису 
2000 року 
загальне населення округу становило 21609 осіб, зокрема міського населення було 6020, а сільського — 15589.
Серед мешканців округу чоловіків було 10069, а жінок — 11540. В окрузі було 7314 домогосподарства, 5231 родин, які мешкали в 8439 будинках.
Середній розмір родини становив 3,48.
Віковий розподіл населення поданий у таблиці:
| Стать    | До 15 років | 15-21 | 22-29 | 30-39 | 40-49 | 50-65 | 65-85 | Понад 85 |
| -------- | ----------- | ----- | ----- | ----- | ----- | ----- | ----- | -------- |
| Чоловіки | 2947        | 1593  | 909   | 1131  | 1264  | 1236  | 888   | 101      |
| Жінки    | 2719        | 1555  | 1163  | 1474  | 1485  | 1460  | 1399  | 285      |

## Суміжні округи
- Керролл — північ
- Аттала — схід
- Язу — південь
- Гамфріс — захід
- Лефлор — північний захід

## Виноски
1. ↑  U.S. Decennial Census. United States Census Bureau. Архів оригіналу за 26 квітня 2015. Процитовано 4 листопада 2014.
2. ↑  Historical Census Browser. University of Virginia Library. Архів оригіналу за 11 серпня 2012. Процитовано 4 листопада 2014.
3. ↑  Population of Counties by Decennial Census: 1900 to 1990. United States Census Bureau. Архів оригіналу за 28 грудня 2014. Процитовано 4 листопада 2014.
4. ↑  Census 2000 PHC-T-4. Ranking Tables for Counties: 1990 and 2000 (PDF). United States Census Bureau. Архів оригіналу (PDF) за 18 грудня 2014. Процитовано 4 листопада 2014.
5. ↑  State & County QuickFacts. United States Census Bureau. Архів оригіналу за 7 червня 2011. Процитовано 3 вересня 2013.(англ.) Наведено за англійською вікіпедією.
6. ↑  American FactFinder. Бюро перепису населення США. Архів оригіналу за 21 травня 2008. Процитовано 31 січня 2008.

| США | Це незавершена стаття з географії США. Ви можете допомогти проєкту, виправивши або дописавши її. |